# Chaetostomella vibrissata
Chaetostomella vibrissata es una especie de insecto del género Chaetostomella de la familia Tephritidae del orden Diptera.

## Historia
Coquillett la describió científicamente por primera vez en el año 1898.